# 中華人民共和国開国大典

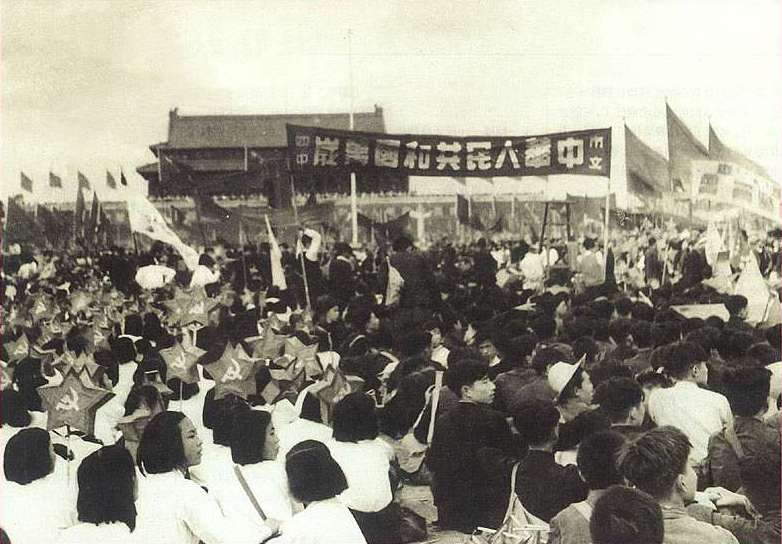
中華人民共和国開国大典の様子

中華人民共和国開国大典（ちゅうかじんみんきょうわこくかいこくたいてん、中: 中华人民共和国开国大典）は、1949年10月1日に北京で行われた中華人民共和国の成立を宣言した式典である。開国大典（かいこくたいてん、中: 开国大典）とも。中国共産党中央委員会主席毛沢東は、天安門で中華人民共和国中央人民政府の成立を宣言した。
中華人民共和国政府は後に10月1日を国慶節と定めた。
式典は現地時間午後３時に北京の天安門広場で行われた。式典の主宰は、毛沢東、朱徳、劉少奇、周恩来、宋慶齢、李済深、張瀾、高崗らであった。当時、世界のほとんどの国はまだ中華民国政府と外交関係を維持しており、これらの国は式典に出席するために代表を派遣しなかった。式典を見守った唯一の外国人訪問団は、 9月30日に到着したばかりのアレクサンダー・ファデエフとコンスタンチン・シモノフを団長とするソ連の文化、芸術、科学関係者の計43名であった。
式典には、中国人民政治協商会議第一回全体会議の代表者全員、労働者、農民、国民、学校教師と学生、政府機関職員、都市防衛部隊など約30万人も参加した。